# Amerikanska Samoas damlandslag i volleyboll
Amerikanska Samoas damlandslag i volleyboll  representerar Amerikanska Samoa i volleyboll på damsidan. Det har deltagit vid stillahavsspelen flera gånger, med en vinst 2015 som största framgång.

### Fotnoter
1. ↑  PORT MORESBY 2015 XV PACIFIC GAMES. ”Official Results - Volleyball” (på engelska). https://websites.mygameday.app/get_file.cgi?id=3787465. Läst 31 mars 2023.
2. ↑  ”Volleyball” (på engelska). Samoa. https://www.samoa2019.ws/games/volleyball/. Läst 1 april 2023.